# Slovenska hokejska liga 2009/10
Sezona 2009/09 Slovenske hokejske lige je bila devetnajsta sezona slovenskega prvenstva v hokeju na ledu. Naslov slovenskega prvaka so osmič osvojili hokejisti HK Acroni Jesenice, ki so v finalu s 4:2 v zmagah premagali HDD Tilia Olimpija.

## Klubi

### Iz lige Slohokej
- HK Jesenice Mladi
- HDK Stavbar Maribor
- HK Triglav
- HD HS Olimpija

### Iz lige EBEL
- HK Acroni Jesenice
- HDD Tilia Olimpija

## Redni del

### Skupina 1
| Poz | Klub               | OT | Z | ZPP | PPP | P | PG | DG | TOČ |
| --- | ------------------ | -- | - | --- | --- | - | -- | -- | --- |
| 1.  | HK Acroni Jesenice | 4  | 3 | 0   | 1   | 0 | 15 | 4  | 10  |
| 2.  | HK Triglav         | 4  | 1 | 1   | 0   | 2 | 10 | 11 | 5   |
| 3.  | HK Jesenice Mladi  | 4  | 1 | 0   | 0   | 3 | 6  | 16 | 3   |

### Skupina 2
| Poz | Klub                | OT | Z | ZPP | PPP | P | PG | DG | TOČ |
| --- | ------------------- | -- | - | --- | --- | - | -- | -- | --- |
| 2.  | HDD Tilia Olimpija  | 4  | 4 | 0   | 0   | 0 | 27 | 3  | 12  |
| 3.  | HDK Stavbar Maribor | 4  | 2 | 0   | 0   | 2 | 12 | 9  | 6   |
| 5.  | HD HS Olimpija      | 4  | 0 | 0   | 0   | 4 | 3  | 30 | 0   |

## Končnica
*-po podaljšku.

### Za tretje mesto
|  | HDK Stavbar Maribor | 7:2 | HK Triglav Kranj | Ledena dvorana, Maribor |

| Poročilo tekme | Poročilo tekme | Poročilo tekme  | Poročilo tekme | Poročilo tekme |
| -------------- | -------------- | --------------- | -------------- | -------------- |
|                |                | (2:0, 2:0, 3:2) |                |                |

|  | HK Triglav Kranj | 6:5* | HDK Stavbar Maribor | Ledena dvorana, Kranj |

| Poročilo tekme | Poročilo tekme | Poročilo tekme       | Poročilo tekme | Poročilo tekme |
| -------------- | -------------- | -------------------- | -------------- | -------------- |
|                |                | (1:2, 0:1, 4:2, 1:0) |                |                |

|  | HDK Stavbar Maribor | 2:0 | HK Triglav Kranj | Ledena dvorana, Maribor |

| Poročilo tekme | Poročilo tekme | Poročilo tekme  | Poročilo tekme | Poročilo tekme |
| -------------- | -------------- | --------------- | -------------- | -------------- |
|                |                | (2:0, 0:0, 0:0) |                |                |

### Finale
|  | HK Acroni Jesenice | 8:7 | HDD Tilia Olimpija | Dvorana Podmežakla, Jesenice |

| Poročilo tekme | Poročilo tekme | Poročilo tekme  | Poročilo tekme | Poročilo tekme |
| -------------- | -------------- | --------------- | -------------- | -------------- |
|                |                | (3:4, 5:1, 0:2) |                |                |

|  | HK Acroni Jesenice | 1:4 | HDD Tilia Olimpija | Dvorana Podmežakla, Jesenice |

| Poročilo tekme | Poročilo tekme | Poročilo tekme  | Poročilo tekme | Poročilo tekme |
| -------------- | -------------- | --------------- | -------------- | -------------- |
|                |                | (0:1, 0:3, 1:0) |                |                |

|  | HDD Tilia Olimpija | 3:2* | HK Acroni Jesenice | Hala Tivoli, Ljubljana |

| Poročilo tekme | Poročilo tekme | Poročilo tekme       | Poročilo tekme | Poročilo tekme |
| -------------- | -------------- | -------------------- | -------------- | -------------- |
|                |                | (0:1, 2:0, 0:1, 1:0) |                |                |

|  | HDD Tilia Olimpija | 2:3 | HK Acroni Jesenice | Hala Tivoli, Ljubljana |

| Poročilo tekme | Poročilo tekme | Poročilo tekme  | Poročilo tekme | Poročilo tekme |
| -------------- | -------------- | --------------- | -------------- | -------------- |
|                |                | (2:1, 0:0, 0:2) |                |                |

|  | HK Acroni Jesenice | 7:1 | HDD Tilia Olimpija | Dvorana Podmežakla, Jesenice |

| Poročilo tekme | Poročilo tekme | Poročilo tekme  | Poročilo tekme | Poročilo tekme |
| -------------- | -------------- | --------------- | -------------- | -------------- |
|                |                | (3:1, 3:0, 1:0) |                |                |

|  | HDD Tilia Olimpija | 1:2* | HK Acroni Jesenice | Hala Tivoli, Ljubljana |

| Poročilo tekme | Poročilo tekme | Poročilo tekme       | Poročilo tekme | Poročilo tekme |
| -------------- | -------------- | -------------------- | -------------- | -------------- |
|                |                | (0:1, 0:0, 1:0, 1:0) |                |                |

## Statistika

### Najboljši strelci
| Poz | Igralec         | Klub                | OT | G | A  | TOČ | KM | GIV | GIM |
| --- | --------------- | ------------------- | -- | - | -- | --- | -- | --- | --- |
| 1   | Todd Elik       | HK Acroni Jesenice  | 9  | 4 | 12 | 16  | 1  | 0   | 30  |
| 2   | Andrej Makrov   | HK Acroni Jesenice  | 8  | 6 | 9  | 15  | 4  | 0   | 2   |
| 3   | Jurij Goličič   | HDD Tilia Olimpija  | 10 | 6 | 8  | 14  | 3  | 1   | 10  |
| 4   | Rok Tičar       | HK Acroni Jesenice  | 10 | 7 | 6  | 13  | 6  | 0   | 4   |
| 5   | Denis Kadič     | HDK Stavbar Maribor | 7  | 5 | 8  | 13  | 3  | 0   | 6   |
| 6   | Boštjan Goličič | HDD Tilia Olimpija  | 10 | 5 | 7  | 12  | 3  | 1   | 10  |
| 7   | Burke Henry     | HDD Tilia Olimpija  | 9  | 5 | 6  | 11  | 3  | 1   | 12  |
| 8   | Aleš Mušič      | HDD Tilia Olimpija  | 10 | 5 | 6  | 11  | 1  | 0   | 35  |
| 9   | Marko Ferlež    | HDK Stavbar Maribor | 7  | 4 | 7  | 11  | 0  | 0   | 8   |
| 10  | Andrej Hebar    | HK Acroni Jesenice  | 10 | 4 | 5  | 9   | 1  | 0   | 48  |

### Najboljši vratarji
| Poz | Igralec           | Klub                | OT | OMIN | PG | PGT  | SO | PGIV | PGIM |
| --- | ----------------- | ------------------- | -- | ---- | -- | ---- | -- | ---- | ---- |
| 1   | Gaber Glavič      | HK Acroni Jesenice  | 1  | 60   | 1  | 1.00 | 0  | 1    | 0    |
| 2   | Jure Verlič       | HDK Stavbar Maribor | 6  | 360  | 11 | 1,83 | 0  | 4    | 2    |
| 3   | Dov Grumet-Morris | HK Acroni Jesenice  | 9  | 540  | 19 | 2,11 | 10 | 9    | 0    |
| 4   | Matija Pintarič   | HDD Tilia Olimpija  | 7  | 361  | 14 | 2,32 | 2  | 6    | 0    |
| 5   | Aleš Sila         | HDD Tilia Olimpija  | 5  | 239  | 11 | 2,76 | 0  | 7    | 0    |
| 6   | Anže Ulčar        | HK Triglav Kranj    | 7  | 400  | 22 | 3,30 | 0  | 6    | 1    |
| 7   | Luka Gračnar      | HK Jesenice Mladi   | 4  | 240  | 16 | 4,00 | 0  | 3    | 2    |
| 8   | Uroš Puš          | HDK Stavbar Maribor | 1  | 60   | 5  | 4,99 | 0  | 2    | 1    |
| 9   | Matic Boh         | HD HS Olimpija      | 4  | 240  | 30 | 7,50 | 0  | 9    | 2    |
| 10  | Jernej Čerin      | HK Triglav Kranj    | 1  | 20   | 3  | 9,00 | 0  | 0    | 0    |